# Chór Męski Arion w Poznaniu

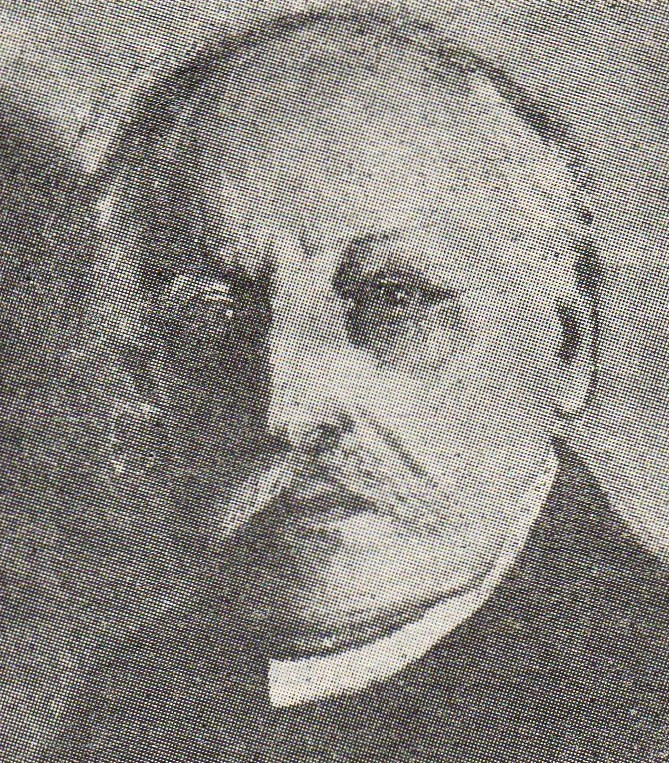
Honorowy prezes Karol Schroeter

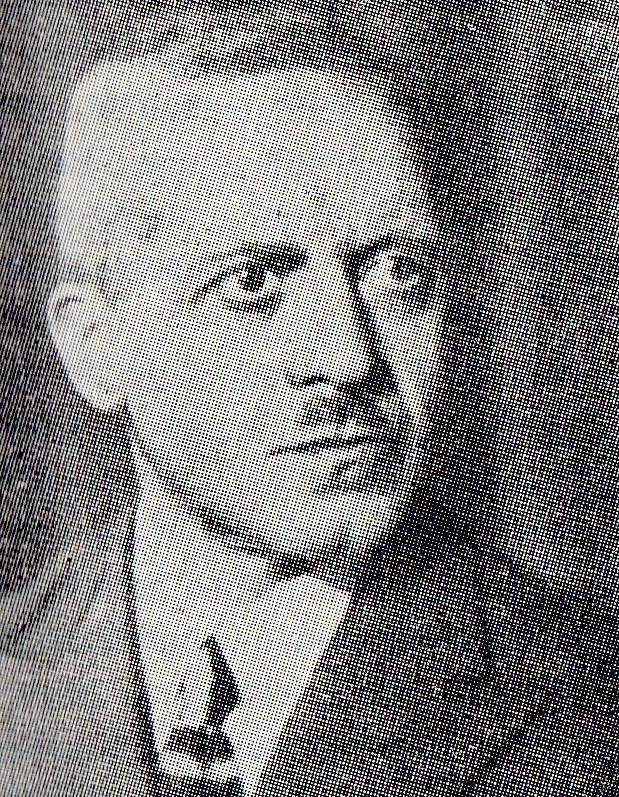
Honorowy prezes Zygmunt Jaworski

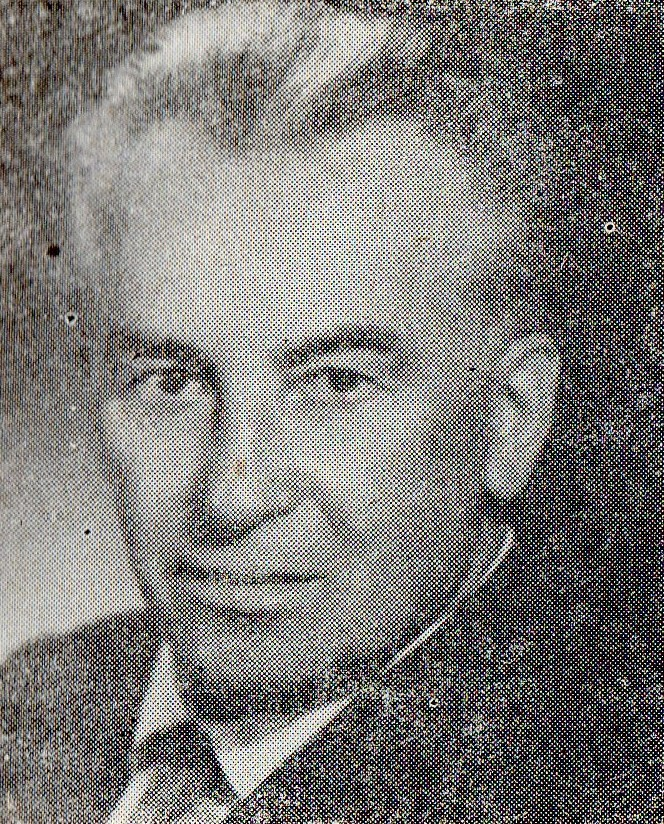
Honorowy prezes Józef Grossmann

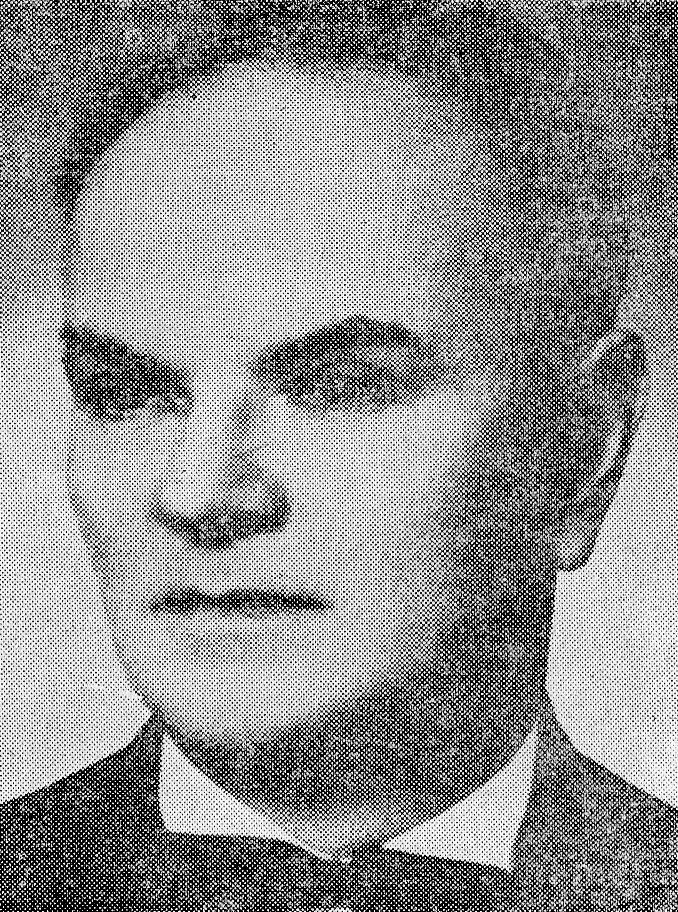
Honorowy prezes Józef Skibinski

Chór Męski Arion – chór męski działający w Poznaniu (siedziba w Zamku Cesarskim), powstały w 1912 z inicjatywy Karola Schroetera. 

## Historia
Chór powstał w kręgu Zrzeszenia Kupców Podróżujących i Przedstawicieli Handlowych. Zebranie konstytucyjne odbyło się 21 września 1912 w Resursie Kupieckiej przy Świętym Marcinie 68. Przewodniczącym został inicjator założenia – Karol Schroeter. Wkrótce, na wniosek wiceprezesa Wojciecha Żnińskiego, kołu śpiewaczemu nadano nazwę „Arion” (od 1932 „Chór Męski Arion”). Podstawowym celem działania chóru było kultywowanie polskiej pieśni patriotycznej i ludowej oraz przez pieśń i pracę organizacyjną propagowanie idei wyzwolenia narodowego i społecznego wśród najszerszych warstw społeczeństwa, a także pielęgnowanie towarzyskości. Wysoki poziom artystyczny chór uzyskał pod kierownictwem najpierw Józefa, a potem Mieczysława Fibaków. Działalność została zahamowana od 1915 powołaniami do pruskiego wojska, a następnie udziałem członków w powstaniu wielkopolskim. 
W latach 20. XX wieku chór przeżywał ponowną falę rozwoju. W 1923 ze stanowiska prezesa ustąpił Karol Schroeter, a zastąpił go Zygmunt Jaworski. Mimo trudności finansowych i częstych zmian dyrygentów, zespół zaliczono do chórów I kategorii (21 czerwca 1930). W latach okupacji hitlerowskiej chór został zdelegalizowany i oficjalnie zawiesił działalność, w praktyce koncertując w mieszkaniach prywatnych jako „Ósemka” (w rzeczywistości było wtedy 28 członków). Po zakończeniu II wojny światowej chór wznowił działalność w trudnych warunkach (utrata praktycznie wszystkich nut i instrumentów). 
Początkowo zespołem kierował Edward Starczewski, następnie Stefan Stuligrosz, a potem, od 1946 do 1971 Witalis Dorożała. Chór rozwinął współpracę ze spółdzielnią wydawniczą „Czytelnik”, co dawało mu możliwość koncertowania w wielu miastach Wielkopolski. Uświetnił też Krajową Naradę Działaczy Kulturalno-Oświatowych w Warszawie w 1948. W 1949 zwyciężył m.in. w konkursie na najlepsze wykonanie pieśni radzieckiej, w konkursie radiowym „Nasze chóry śpiewają„Czytelnik”, a w 1951 w czasie współzawodnictwa chórów męskich. W 1952 otrzymał Odznakę Honorową I stopnia za wybitne osiągnięcia na polu upowszechniania polskiej kultury muzycznej. W 1958 uznano go za chór wzorcowy (wraz z krakowskim „Echem” i warszawską „Harfą”). 
Chór borykał się z problemami lokalowymi, próby przeprowadzając gościnnie w różnych salach, m.in. w szkole na ul. Różanej. Od 1952 do 1960 próby odbywały się w lokalu Związku Zawodowego Pracowników Budowlanych przy ul. Szkolnej 1. Od 1962 otrzymał pomieszczenia w Pałacu Kultury (Zamku Cesarskim). 
W 1967 chór zainicjował cykl koncertów „Muzyka o zmierzchu”, w 1970 „Muzyka i Architektura” (na tle zabytkowych budynków Wielkopolski), a w 1975 „Moje pieśni”. Zespół brał udział w obchodach centralnych, m.in. w Festiwalu XX-lecia PRL, gdzie zdobył Złoty Laur XX-lecia Polski Ludowej. W 1970 zdobył statuetkę Trygława na Festiwalu Pieśni Chóralnej w Międzyzdrojach. Wyjeżdżał też za granicę, m.in. zdobył wyróżnienie na Konkursie Chórów im. Beli Bártoka w Debreczynie (1961). Chór uświetniał takie uroczystości jak: 550. rocznica Bitwy pod Grunwaldem, Tysiąclecie Państwa Polskiego, przewiezienie urny z sercem gen. Jana Henryka Dąbrowskiego z Krakowa do Poznania, 60. rocznica powstania wielkopolskiego i odsłonięcie poznańskiego pomnika Tadeusza Kościuszki. 

## Repertuar
Wykonywana muzyka: a capella lub z towarzyszeniem fortepianu, muzyka świecka, sakralna, ludowa, popularna, operowa, pieśni patriotyczne.

## Osiągnięcia i nagrody
- Złoty Krzyż Zasługi (1977),
- Odznaka Honorowa Miasta Poznania (1962),
- Odznaka honorowa „Za Zasługi w Rozwoju Województwa Poznańskiego” (1977),
- Odznaka Honorowa Za zasługi w rozwoju województwa płockiego (1983),
- Odznaka Honorowa Stopnia Pierwszego (Złota) Zjednoczenia Polskich Zespołów Śpiewaczych i Instrumentalnych (1952),
- Odznaka Honorowa Stopnia Czwartego (Złota z Laurem) Polskiego Związku Chórów i Orkiestr (1972),
- Srebrna Odznaka Odbudowa Warszawy (1964),
- Złota Odznaka Pałacu Kultury w Poznaniu (1977),
- Odznaka Za zasługi dla Związku Bojowników o Wolność i Demokrację (1983),
- Złoty Laur XX-lecia PRL (1965),
- Medal Pamiątkowy Wojewódzkiego Komitetu Frontu Jedności Narodu (XXV rocznica powstania LWP, 1968),
- Medal Za zasługi dla rozwoju życia muzycznego na Ziemi Płockiej (1980),
- Nagroda Miasta Poznania i Województwa Poznańskiego (1963),
- Nagroda Ministra Kultury i Sztuki (1966),
- Złota Lira – nagroda Prezydium Rady Narodowej m. Poznania (1974)[1],
- Wielkopolskie Dni Muzyki w Dusznikach - Złota Maska Orfeusza (1988) i trzykrotnie I miejsce (1993, 1994, 1995),
- Ogólnopolski Festiwal Pieśni Chóralnej Oręża Polskiego w Pabianicach - Grand Prix (1997),
- Złota Odznaka z Wieńcem Laurowym Polskiego Związku Chórów i Orkiestr.

## Władze

### Honorowi prezesi
- Karol Schroeter (1912–1922),
- Zygmunt Jaworski (1923–1935 i 1937),
- Józef Grossmann (1923–1979),
- Józef Skibiński.

### Prezesi
- Karol Schroeter (1912–1922),
- Zygmunt Jaworski (1923–1935),
- Wiktor Czysz (1936),
- Zygmunt Jaworski (1937),
- Jan Semmler (1938–1939),
- Józef Grossmann (1945–1952),
- Ludwik Porzyński (1953–1955),
- Józef Grossmann (1956),
- Józef Skibiński (1957–1962),
- Stanisław Szajek (1963–1965),
- Józef Skibiński (1966–1979),
- Ireneusz Bartkowiak (1980–1982),
- Stanisław Mikołajczyk (1983–2013),
- Zbigniew Ścigocki (od 2013)

### Kierownicy artystyczni
- Józef Fibak (1912),
- Mieczysław Fibak (1913–1914),
- Kazimierz Pendowski (1921–1925),
- Witold Paszkiet (1926–1927),
- Zygmunt Latoszewski (1928),
- Stanisław Guzikowski (1929),
- Roman Lubierski (1929),
- Aleksander Klichowski (1930–1939),
- Edward Sterczewski (19401–1944, „Ósemka”),
- Stefan Stuligrosz (1945),
- Witalis Dorożała (1946–1971),
- Leszek Bajon (od 1972–1984)[1].